# Olivier Roy (Politikwissenschaftler)

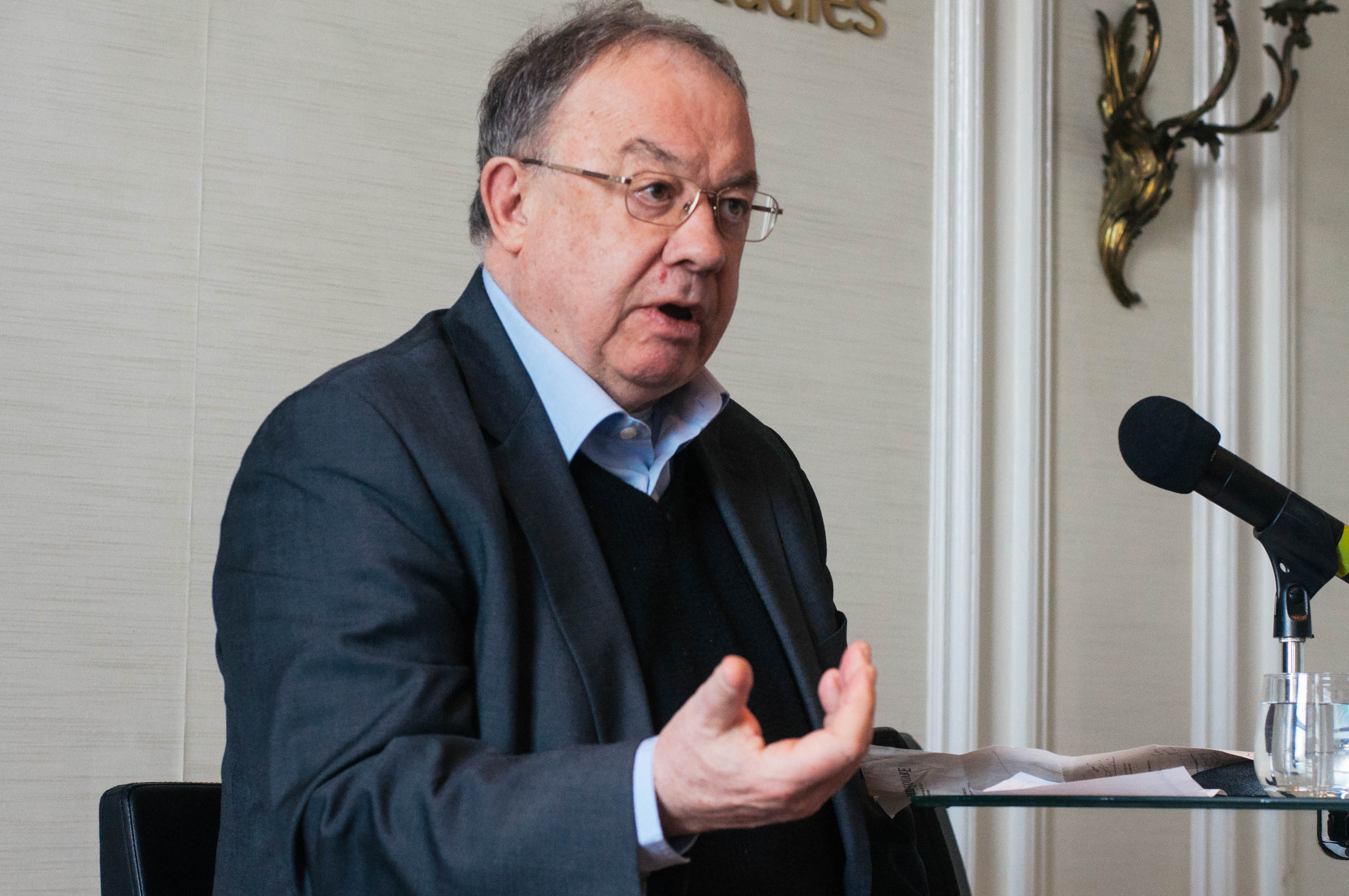
Olivier Roy (2017)

Olivier Roy (* 30. August 1949 in La Rochelle) ist ein französischer Politikwissenschaftler, Berater, Diplomat und UNO-Gesandter, der sich besonders mit dem politischen Islam und Islamismus beschäftigt hat und Zentralasien gut kennt.

## Leben
Olivier Roy entstammt einer protestantischen Familie und studierte Philosophie, persische Sprache und Kultur sowie Politikwissenschaft in Paris, u. a. am Institut national des langues et civilisations orientales (INALCO). Seit 1984 ist er als Berater des französischen Außenministeriums tätig. 1988 war er ein Berater des Wiederaufbauprogramms UNOC(H)A der Vereinten Nationen in Afghanistan. 1993 war er der Repräsentant der Organisation für Sicherheit und Zusammenarbeit in Europa (OSZE) in Tadschikistan und leitete 1994 die dortige OSZE-Mission.
Roy ist Forschungsdirektor am Nationalen Forschungszentrum (CNRS) in Paris. Er lehrt zudem an der École des Hautes Études en Sciences Sociales (EHESS), am Institut d’études politiques (IEP, Sciences Po) in Paris und ist Professor am Robert Schuman Zentrum des Europäischen Hochschulinstituts in Florenz.
Roy hat zahlreiche Bücher zum Islam und über Zentralasien, speziell Afghanistan, veröffentlicht. Eine seiner frühen Hauptthesen lautet, dass das Projekt des Islamismus als politische Ideologie gescheitert sei. Stattdessen gewinne in den islamischen Ländern der von Ibn Taimīya und Muhammad ibn ʿAbd al-Wahhāb beeinflusste Neofundamentalismus immer mehr Raum, der allein danach strebe, eine puritanische Version des Islam durch Missionierung zu verbreiten. Neofundamentalismus ist hierbei ein Begriff, den Roy selbst neu geprägt hat, und zwar in seinem 1992 veröffentlichten Buch L’Échec de l’Islam politique. Dabei werde – ähnlich wie in anderen Religionen – die islamische Glaubensausübung idealistischer, individualistischer und von der vorherrschenden Kultur abgespalten. So wird der Islam auch für westliche Konvertiten attraktiver, fassbarer, lebbarer und kann von der IS leichter instrumentalisiert werden.
Roy erklärte die Ausschaltung des Generalsekretärs der libanesischen Partei Hisbollah, Hassan Nasrallah, am 27. September 2024 durch einen Luftangriff Israels auf das Hauptquartier der Hisbollah in Dahieh sei eine politische Tötung gewesen und nicht die Ausschaltung eines Terroristen: «Nasrallah war ein international anerkannter politischer Führer, insofern ist es eine Eskalation.»

## Terroranschläge am 13. November 2015 in Paris
Roy vertritt die These, dass diese Anschläge mit dem Islam gar nichts zu tun hätten, sie seien vielmehr als Jugendrevolte zu verstehen. Nicht ein radikaler Islamismus sei am Werk, sondern «islamisierte Radikalität». Die Terroristen seien junge Leute, ausnahmslos Angehörige der zweiten Einwanderergeneration oder aber Konvertiten einheimischer Herkunft, und sie suchten den gewaltsamen Bruch mit ihrer Gesellschaft, mit der westlichen Kultur und mit der Herkunftskultur ihrer Eltern zugleich. In erster Linie motiviere Selbsthass diese Terroristen. Auffallend viele hätten eine Laufbahn als Kleinkriminelle hinter sich. Solchen gescheiterten Existenzen biete der Jihad die Illusion der Selbstläuterung, ein neues Selbstwertgefühl. Plötzlich erhalte ihr Leben (und ggf. Sterben) für sie einen höheren Sinn. Nur zufällig ziehen sie dabei, so Roys These, zur Rechtfertigung den Islam herbei. Der Islam biete sich gerade an; es könnte jedoch auch irgendeine andere Ideologie sein. Eine wirkliche religiöse Motivation kennten sie jedoch nicht, sie seien nicht fromm. Vielmehr seien sie Nihilisten, zu vergleichen mit Massenmördern in US-amerikanischen Schulhäusern oder auf einer norwegischen Ferieninsel. (Siehe auch: Kontroverse zwischen Kepel und Roy.)
Ähnlich argumentierte Roy im Zusammenhang mit den Anschlägen von Brüssel. Eine Radikalisierung sei keine Folge gescheiterter Integration, sondern es handele sich vielmehr um junge Leute, die einen radikalen Bruch zur Elterngeneration vollzögen und sich aufgrund ihrer Radikalisierung als bessere Muslime sähen als ihre Eltern. Zudem bestünden eine „Faszination für Suizid“ und „Gewaltphantasien“ unter jungen Menschen, und dies müsse stärker berücksichtigt werden.
Indem er die Radikalisierung der Terroristen als ein individuell und psychologisch begründetes Entgleisen sieht, widerspricht Roy all jenen, die den Terrorismus als eine Folge von Religion, einem Missbrauch von Religion, religiösen Wahns oder religiöser Leere, historischer Traumata oder sozialer Missstände begreifen. Er wendet sich gegen Forderungen, den Bewohnern französischer Vorstädte wesentlich härter entgegenzutreten. Dort führten Millionen von Leuten ein unauffälliges Leben und es gehe nicht an, wegen einiger tausend Verbrecher ein ganzes Segment der Bevölkerung zu stigmatisieren und es dadurch noch weiter zu marginalisieren.

## Schriften (Auswahl)
- Leibniz et la Chine. Paris 1972
- Afghanistan, Islam et modernité politique. Paris 1985
- L’Échec de l’Islam politique. Paris 1992[6]
- Généalogie de l’islamisme. Paris 1995
- La Nouvelle Asie centrale ou la fabrication des nations. Paris 1997
- mit Farhad Khosrokhavar: Iran: comment sortir d’une révolution religieuse? Paris 1999
- Les Illusions du 11 septembre. Le débat stratégique face au terrorisme. Paris 2002
- L’Islam mondialisé. Paris 2002
  - Der islamische Weg nach Westen. Globalisierung, Entwurzelung und Radikalisierung. Aus dem Englischen von Michael Bayer. Pantheon, München 2006, ISBN 3-570-55000-1; Bpb, Bonn 2006, ISBN 3-89331-731-7.
- mit Mariam Abou Zahab: Réseaux islamiques. La connexion afghano-pakistanaise. Paris 2002
- (Hrsg.): La Turquie aujourd’hui, un pays européen? Paris 2004
- La Laïcité face à l’Islam. Paris 2005
- Le Croissant et le chaos. Paris 2007
  - Der falsche Krieg. Islamisten, Terroristen und die Irrtümer des Westens. Aus dem Französischen von Ursel Schäfer. Siedler, München 2008, ISBN 978-3-88680-884-7; Pantheon, München 2010, ISBN 978-3-570-55115-8.
- La Sainte ignorance. Le temps de la religion sans culture. Editions du Seuil, Paris 2008
  - Heilige Einfalt. Über die politischen Gefahren entwurzelter Religionen. Aus dem Französischen von Ursel Schäfer. Siedler, München 2010, ISBN 978-3-88680-933-2; Bpb, Bonn 2011, ISBN 978-3-8389-0118-3; Pantheon, München 2011, ISBN 978-3-570-55151-6.
- En quête de l'Orient perdu : entretiens avec Jean-Louis Schlegel. Éd. du Seuil, Paris 2014
- Le Djihad et la mort. Paris 2016
  - „Ihr liebt das Leben, wir lieben den Tod“. Der Dschihad und die Wurzeln des Terrors. Aus dem Französischen von Christiane Seiler. Siedler, München 2017, ISBN 978-3-8275-0098-4.
- L’Europe est-elle chrétienne? Editions Points, Paris 2020.